# Years & Years
Years & Years (abreviação: Y&Y) é um projeto britânico de música electro-pop fundado em Londres. Até março de 2021, faziam parte do projeto o vocalista e tecladista Olly Alexander, o baixista Mikey Goldsworthy e o tecladista Emre Türkmen. Atualmente, Years & Years é um projeto a solo de Olly Alexander. Years & Years tem um som alternativo, misturando electro-pop, R&B e house da década de 1990, sendo suas influências principais Flying Lotus, Diplo, Radiohead e Jai Paul. Em 2015, seu single "King", alcançou o topo da UK Singles Chart. Mais tarde, o single "Shine" alcançou o 2° lugar da mesma parada.
A banda alcançou a fama em 2015, depois de vencer o BBC Sound of 2015 e também mais tarde com o lançamento de seu primeiro álbum, Communion, que alcançou o 1° lugar na Reino Unido e na Irlanda   O álbum continha os hits "King" e Shine, tendo entrado no top 10 da Bélgica, da Polônia, dos Países Baixos, da Suécia, da Suíça, da Dinamarca, da Noruega, do Canadá e da Austrália e chegado ao primeiro lugar no Reino Unido e na Irlanda.  
No dia 18 de março de 2021, foi anunciado que Mikey Goldsworthy e Emre Türkmen deixariam o projeto e que continuariam se aventurando no mundo da música, mas desta vez como compositores e produtores independentes na carreira solo de Olly Alexander e que a amizade dos três perdurava.

## História

### Primeiros anos
A banda foi formada em 2010, após o baterista Mikey Goldsworthy se mudar para Londres e conhecer Emre Türkmen em um site online. Algum tempo depois, Olly Alexander foi chamado por Mikey para ser o vocalista principal da banda. O grupo originalmente era composto por cinco integrantes, com Noel Leeman e Olivier Subria

### 2012: Communion
O grupo então formado trabalhou de forma independente até 2012, quando lançou seu primeiro single, "I Wish I Knew", pela Good Bait. Sem obter qualquer resposta do público, Leeman e Subria deixaram o grupo um ano depois. Mas, como um trio, Years & Years assinou com a gravadora francesa Kitsuné Records e lançou dois extended play entre 2013 e 2014, chamados Traps e Real, que também não receberam boas respostas do público. Em 2014, o trio assinou com a Polydor Records e lançou os singles "Real", "Take Shelter" e "Desire", sendo "Desire" o único single que entrou nas paradas no Reino Unido, localizado na posição 20 e obtendo um disco de prata, depois de vender 200.000 copias.
Em 2015, o trio chegou à fama com o lançamento de seu single "King" em fevereiro, que alcançou o topo no Reino Unido e esteve entre os dez primeiros na Alemanha, Austrália, Áustria, e Irlanda, além de receber numerosos discos de ouro e platina.    . Quatro meses depois, o single "Shine" alcançou o 2° lugar no UK Singles Chart e conseguiu o disco de platina.  . Como resultado, eles foram nomeados para o Critics Award no Brit Awards 2015, além de ganhar o prêmio "BBC Sound of ...". Finalmente, em 10 de Julho, o trio lançou seu primeiro álbum, Communion, que foi bem recebido pela crítica depois de acumular 68 pontos no Metacritic, além de ter alcançado o primeiro lugar  e no Reino Unido e também na Irlanda, e os dez melhores Austrália, Canadá e Suécia. 
Graças ao sucesso internacional que tiveram com o disco, o grupo foi premiado com o Breaking Borders Critics Award 2016 UK nos Breakers Awards European Border. Além disso, eles ganharam o prêmio de melhor artista internacional no MTV Video Music Awards Japan. 

## Discografia

### Álbuns de estúdio
| Communion                                                                  | - Lançamento: 10 de julho de 2015 - Gravadora: Polydor, Interscope - Formatos: CD, DL, LP, streaming | 1 | 5  | - Reino Unido: 260 000 | - BPI: 2× Platina - IFPI SWE: Ouro |
| Palo Santo                                                                 | - Lançamento: 6 de julho de 2018 - Gravadora: Polydor - Formatos: CD, DL, LP, streaming              | 3 | 26 |                        | - BPI: Ouro                        |
| Night Call                                                                 | - Lançamento: 21 de janeiro de 2022 - Gravadora: Polydor - Formatos: CD, DL, LP, streaming, cassete  | 1 | 88 |                        | - BPI: Prata                       |
| "—" indica que não entrou na parada ou não foi lançado naquele território. | |   |    |                        |                                    |

### Extended plays
| Título | Detalhes                                                                    | Posição máxima |
| Título | Detalhes                                                                    | EUA            |
| ------ | --------------------------------------------------------------------------- | -------------- |
| Traps  | - Lançamento: 9 de setembro de 2013 - Gravadora: Polydor, Kitsune           | —              |
| Y & Y  | - Lançamento: 3 de fevereiro de 2015 (EUA) - Gravadora: Polydor, Copenhagen | 123            |